# 2028年歐洲足球錦標賽
2028年歐洲國家盃（英語：UEFA Euro 2028），通稱2028年歐洲盃、2028年歐國盃（Euro 2028），是第 18 屆四年一度的歐洲國家盃，由歐洲足球協會聯盟主辦。賽事將會由英國和愛爾蘭舉行。

## 申辦國
-  羅馬尼亞、 希臘、 保加利亞、 塞爾維亞 - 2019年2月，宣布共同參選主辦權。
-  土耳其 – 2019年8月15日，宣布參選主辦權。
-  英格蘭 、 威爾斯 、 蘇格蘭 、 北愛爾蘭 、 愛爾蘭 – 2022年2月7日，宣布共同參選主辦權。

## 球場
2023年4月12日，申辦2028年歐洲盃的十個主辦球場揭曉，名單於2023年10月10日得到歐足總確認。值得注意的一些落馬球場包括位於利物浦的晏菲路球場，該球場因球場尺寸未達到歐足總的要求而沒有資格舉辦比賽，而位於曼徹斯特的奧脫福球場，由於曼聯無法保證球場當時是否準備就緒，因此遭被淘汰。而位於貝爾法斯特的基士文公園納入北愛爾蘭比賽場地引起了一些爭議。 首先，由於基士文公園目前因重建工作而無法使用，其次是因為它包含在溫莎公園之上。 由於溫莎公園沒有足夠大的容量來遵守歐足總舉辦歐洲錦標賽比賽的規則，這導致基士文公園被納入北愛爾蘭比賽場地。再加上北愛爾蘭國家足球隊球場溫莎公園位是聯合派的地頭，而北愛爾蘭國家曲棍球和蓋爾式足球主場基士文公園則民族派的地頭。 該體育場以英國著名民族英雄羅渣·基士文爵士 (Sir Roger Casement) 命名，他因在復活節民眾抗爭中被英皇陛下政府於 1916 年處以絞刑。 因此一些北愛爾蘭聯合派球迷表示不滿，並舉行抗議，表示他們不想在此場館觀看比賽。
| 倫敦             | 倫敦                                                                              | 利物浦                                                                            | 曼徹斯特         |
| ---------------- | --------------------------------------------------------------------------------- | --------------------------------------------------------------------------------- | ---------------- |
| 溫布萊球場       | 托定咸熱刺球場                                                                    | 愛華頓球場                                                                        | 曼徹斯特市球場   |
| 容納人數：90,652 | 容納人數：62,322                                                                  | 容納人數：52,888                                                                  | 容納人數：61,000 |
|                  |                                                                                   |                                                                                   |                  |
| 紐卡素           | 倫敦利物浦曼徹斯特紐卡素卡迪夫伯明翰格拉斯哥都柏林貝爾法斯特 2028年歐洲國家盃場地 | 倫敦利物浦曼徹斯特紐卡素卡迪夫伯明翰格拉斯哥都柏林貝爾法斯特 2028年歐洲國家盃場地 | 伯明翰           |
| 聖占士公園球場   | 倫敦利物浦曼徹斯特紐卡素卡迪夫伯明翰格拉斯哥都柏林貝爾法斯特 2028年歐洲國家盃場地 | 倫敦利物浦曼徹斯特紐卡素卡迪夫伯明翰格拉斯哥都柏林貝爾法斯特 2028年歐洲國家盃場地 | 維拉公園球場     |
| 容納人數：52,305 | 倫敦利物浦曼徹斯特紐卡素卡迪夫伯明翰格拉斯哥都柏林貝爾法斯特 2028年歐洲國家盃場地 | 倫敦利物浦曼徹斯特紐卡素卡迪夫伯明翰格拉斯哥都柏林貝爾法斯特 2028年歐洲國家盃場地 | 容納人數：52,190 |
|                  | 倫敦利物浦曼徹斯特紐卡素卡迪夫伯明翰格拉斯哥都柏林貝爾法斯特 2028年歐洲國家盃場地 | 倫敦利物浦曼徹斯特紐卡素卡迪夫伯明翰格拉斯哥都柏林貝爾法斯特 2028年歐洲國家盃場地 |                  |
| 格拉斯哥         | 都柏林                                                                            | 貝爾法斯特                                                                        | 卡迪夫           |
| 咸普頓公園球場   | 英傑華球場                                                                        | 基士文公園                                                                        | 千禧球場         |
| 容納人數：52,032 | 容納人數：51,711                                                                  | 容納人數：34,500                                                                  | 容納人數：73,952 |
|                  |                                                                                   |                                                                                   |                  |